# Pöppelmannbrücke (Grimma)
Die Pöppelmannbrücke überspannt in Grimma den Fluss Mulde. Die Brücke trägt den Namen ihres ursprünglichen Planers, des bekannten Barockarchitekten Matthäus Daniel Pöppelmann, und dient dem Fußgänger- und Radverkehr. Das denkmalgeschützte Bauwerk aus dem Jahr 1719 hatte ursprünglich sechs Korbbögen, von denen seit dem Augusthochwasser 2002 noch vier Bögen erhalten sind. Der mittlere Brückenabschnitt mit zwei eingestürzten Brückenbögen und der zerstörten Hauptöffnung besteht seit 2012 aus einer Stahlrohr-Sprengwerkbrücke.

## Konstruktion

### Bauwerk von 1719
Die Brücke von 1719 war etwa 140 m lang und 5,8 m breit. Die Konstruktion bestand aus zwei gemauerten Gewölbebogenreihen, einer mit zwei Öffnungen auf der linken und einer mit vier Öffnungen auf der rechten Muldeseite. Dazwischen befand sich ein etwa 30 m weites Feld mit einer hölzernen Hausbrücke mit einem Hängesprengwerk als Tragkonstruktion. Die sechs Korbbögen hatten bei lichten Weiten von 10,95 m bis 14,10 m einen Bogenstich von 1/3 der lichten Weite. Zum Bau der Bögen und Pfeiler wurde roter Rochlitzer Porphyrtuff verwendet. Nach dem Umbau 1894 hatte die Brücke eine 5,0 m breite Fahrbahn und beidseitig je 1,2 m breite Gehwege.

### Bauwerk von 2012
Die 143 m lange Brücke von 2012 hat beidseitig je zwei Gewölbebögen mit Stützweiten von 19,43 und 20,4 m sowie von 16,47 und 15,7 m. Die auf 70 Meter aufgeweitete Hauptöffnung wird von zwei hochliegenden stählernen Sprengwerkbogen, die außerhalb des Brückendecks angeordnet sind, mit 71,0 m Stützweite überspannt. Die Pfeiler, auf die sich der Bogen abstützt, haben eine Pfahlgründung. Die Gestaltung der Brücke folgte vor allem den Erfordernissen des künftigen Hochwasserschutzes, aber auch der Erhaltung des historischen Stadtbildes. So sollten die erhalten gebliebenen Brückenteile denkmalgerecht in den Neubau einbezogen werden, gleichzeitig aber auch die hydraulische Leistungsfähigkeit der Brücke für einen 100-jährlichen Hochwasserabfluss gegeben sein. Mehrere Varianten der Brückenkonstruktion wurden untersucht und die hydraulisch günstigste Variante ausgewählt. Zur Wiederherstellung der Bauwerkssymmetrie wurde ein Brückenpfeiler und ein Brückengewölbe in Anlehnung an das historische Bauwerk wiederhergestellt. Zwei Pfeiler erhielten eine neue, bis zu 24 Meter tiefe Pfahlgründung in den felsigen Untergrund.

## Geschichte

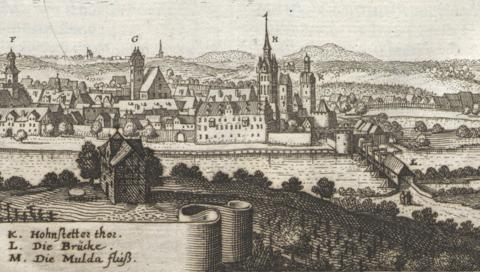
Vorgängerbau, Bildveröffentlichung 1650, Kupferstichvorlage undatiert, vermutlich Bildnis eines provisorischen Wiederaufbaus nach 1637, oder davor mit dem Bau von 1548

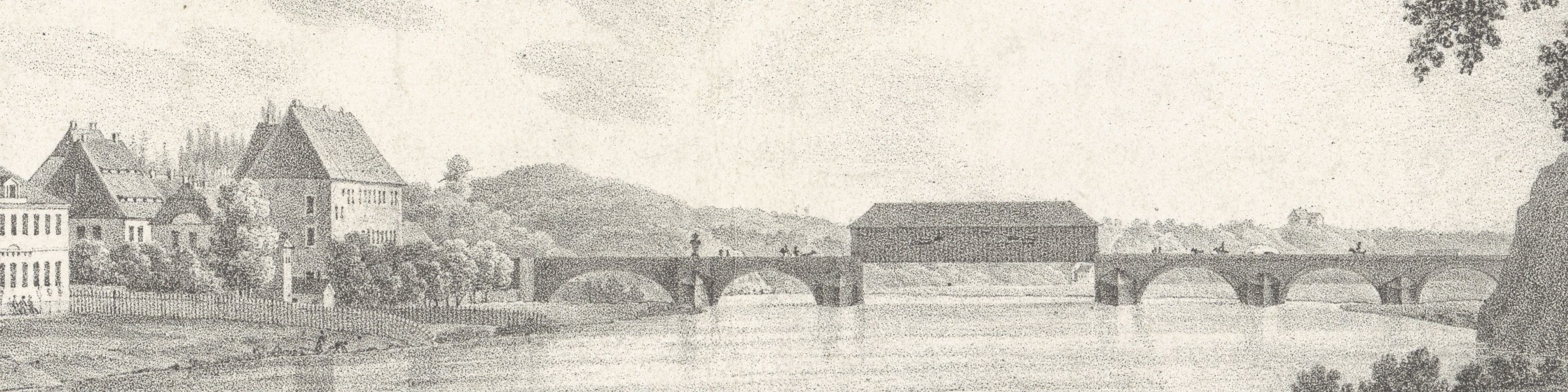
Hausbrücke im Mittelsegment um 1840, Ansicht von Süden

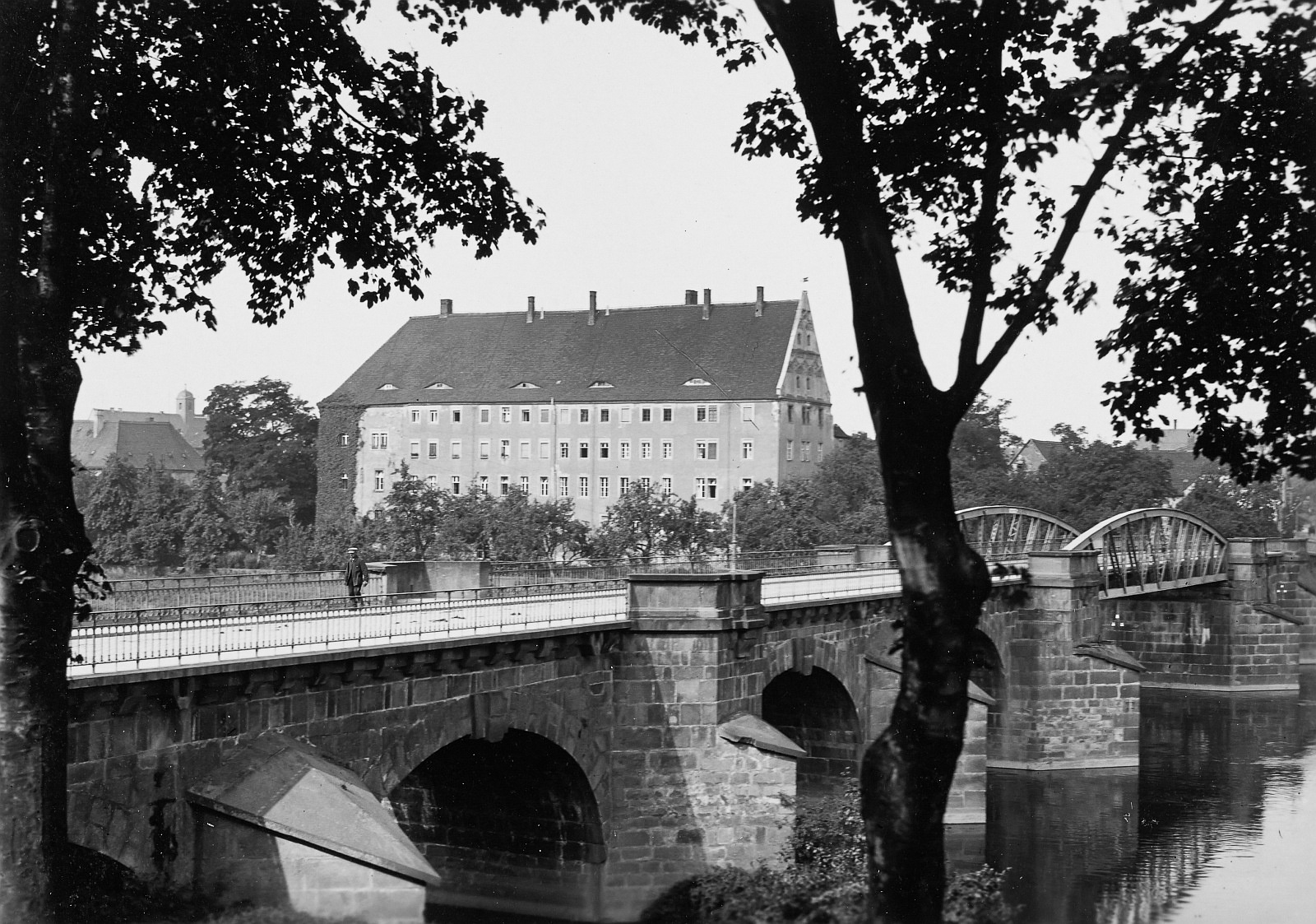
Die Brücke um 1925

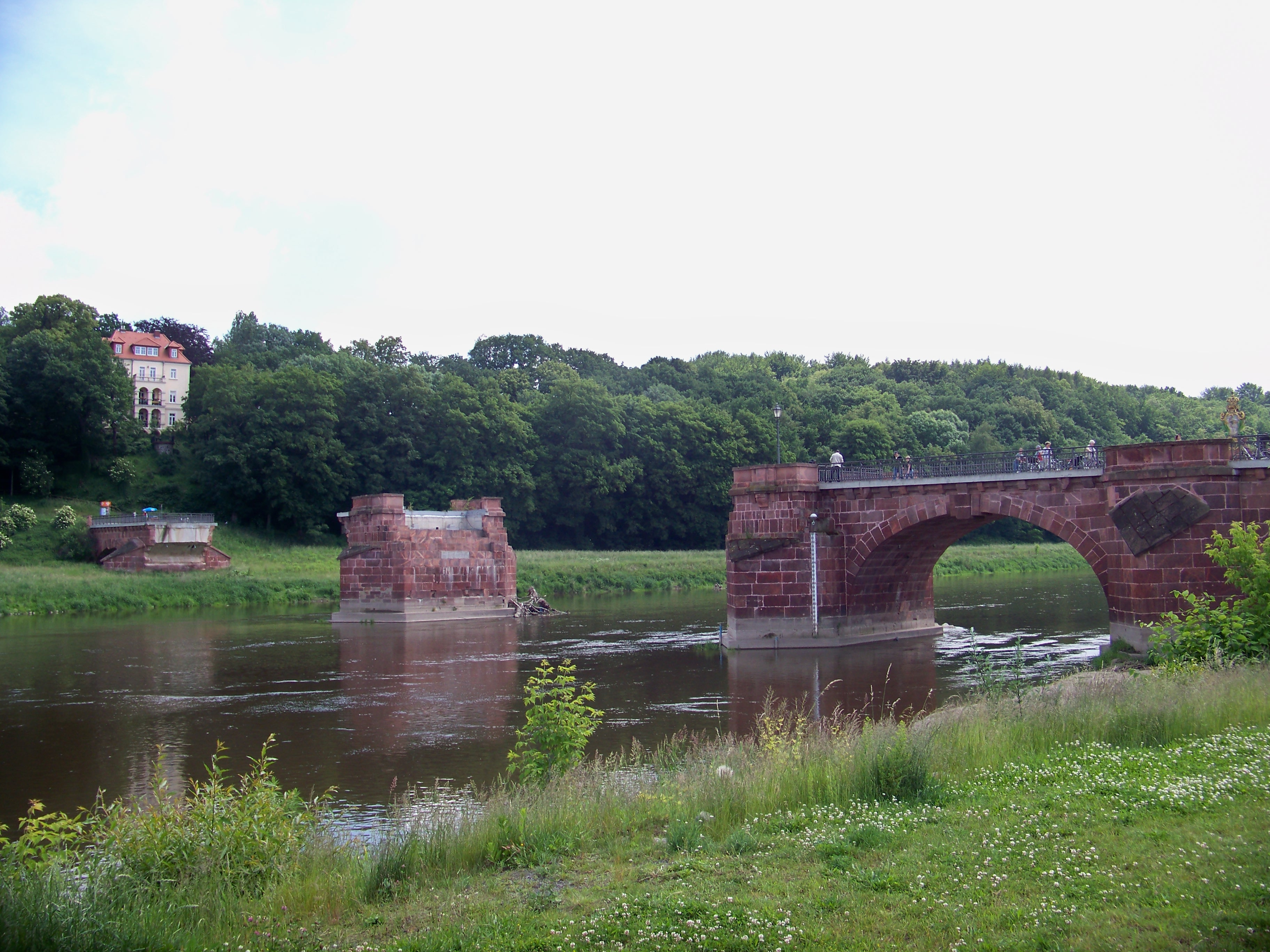
Brücke im Jahr 2009

Bei Grimma lag im Spätmittelalter im Zuge des alten Handelsweges Hohe Landstraße, die von Polen über Schlesien, die Lausitz und die Mark Meißen weiter über Leipzig, durch Thüringen nach Frankfurt am Main verlief, eine Furt durch die Mulde. Ein erster fester Muldenübergang oberhalb von Grimma ist für das Jahr 1292 urkundlich belegt. Die zweite hölzerne Brücke entstand Anfang des 14. Jahrhunderts wohl am Standort der heutigen Brücke, einer Engstelle des Flussbettes. Im Verlauf des Schmalkaldischen Krieges wurde das Bauwerk im Frühjahr 1547 auf Befehl von Herzog Moritz von Sachsen niedergebrannt. 1548 folgte der Bau der dritten Brücke, die erneut aus Holz bestand, allerdings im Uferbereich schon massive Pfeiler hatte. 1637 steckten im Verlaufe des Dreißigjährigen Krieges schwedische Truppen die Brücke in Brand. In der Folge musste über 80 Jahre die Mulde mit einer Fähre überquert werden.
Nachdem die Stadt Grimma im Jahr 1700 aufgrund fehlender finanzieller Mittel alle Rechte an der Brücke aufgegeben hatte, ließ Kurfürst August der Starke für die Eilpostlinie Dresden–Leipzig eine neue Brücke nach einem Entwurf und unter Leitung des Oberlandbaumeisters Matthäus Daniel Pöppelmann errichten. Die Grundsteinlegung war am 1. Juli 1716, die Inbetriebnahme des 20.000 Taler teuren Bauwerks folgte im Januar 1719. Zur Finanzierung wurde 1725 ein Brückenzoll eingeführt.

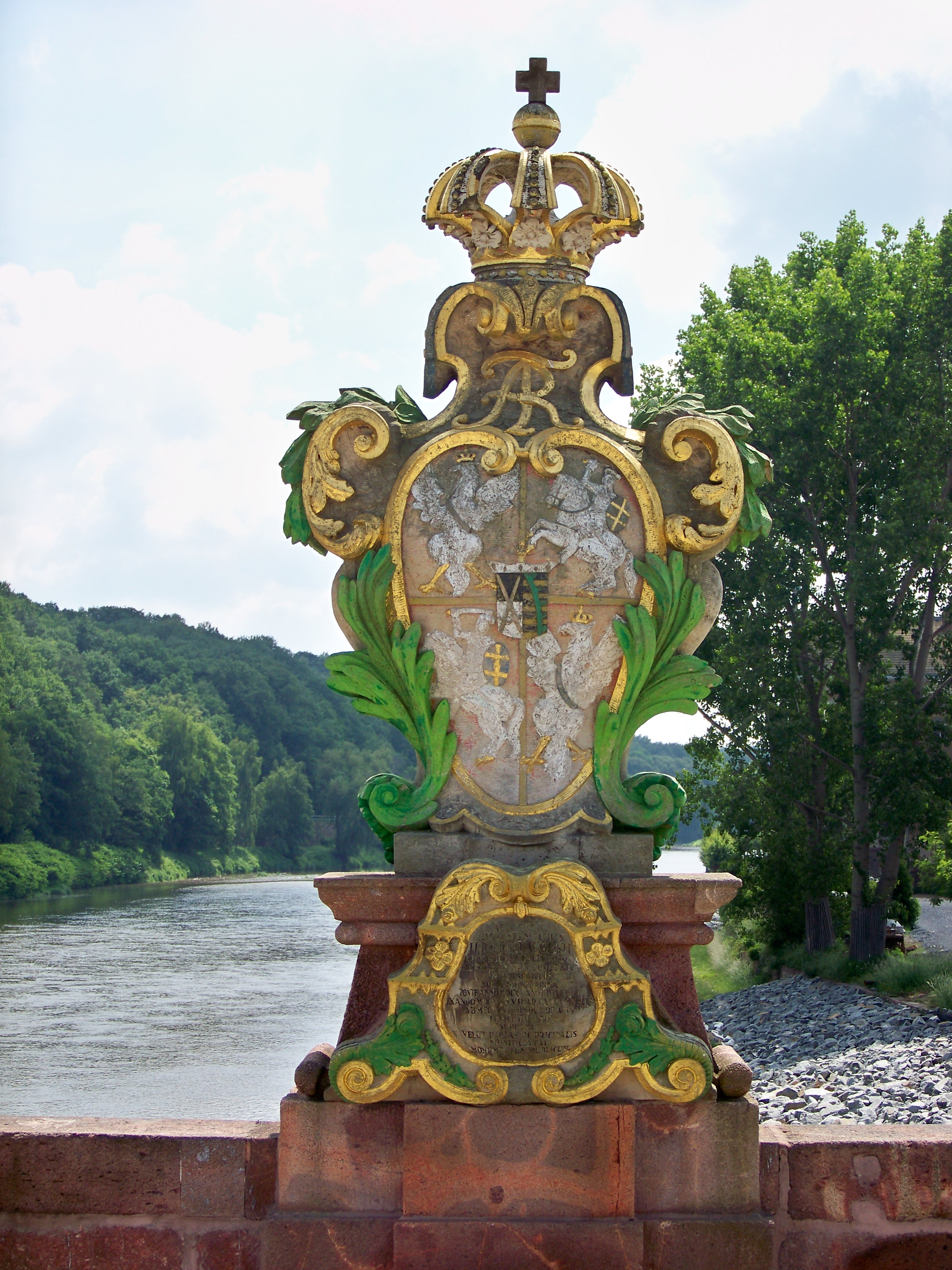
Wappenstein

Die Brücke wurde mit einem barocken Wappenstein verziert. Der besteht im oberen Teil aus Krone und Wappen und im unteren Teil aus einer Inschriftentafel:

„Für die Ewigkeit – unter der Herrschaft und auf Kosten Friedrich Augusts, König von Polen und Kurfürst von Sachsen, des gütigen Fürsten und unvergleichlichen Landesvaters, ist dieses stolze Bauwerk an Stelle einer 1637 zerstörten Brücke seit 1716 aus Steinquadern errichtet wurden, gleichsam als Denkmal der königlichen und kurfürstlichen Gnade.“

1813 zerstörten Kosaken im Kampf gegen Napoleon beim Rückzug die hölzerne Hausbrücke durch ein Feuer. Drei Jahre später war eine neue Hausbrücke aufgebaut. 1894 folgte ein größerer Umbau der Pöppelmannbrücke. Die nutzbare Breite wurde durch Abbruch der massiven Brüstungen und deren Ersatz durch ein Eisengeländer vergrößert und die hölzerne Hausbrücke durch einen stählernen Fachwerkträger mit parabelförmig gekrümmtem Obergurt und untenliegender Fahrbahn ersetzt. Außerdem wurden Kanzeln auf den breiteren Pfeilern errichtet.
Am 15. April 1945 sprengte die Wehrmacht den stählernen Brückenteil. In der Folge überspannte eine Hängebrücke für Fußgänger die Mittelöffnung, bis 1947 ein Behelfsüberbau bestehend aus zwei parallelgurtigen Fachwerkträgern mit einem doppelten Holzbohlenbelag eingebaut wurde. Ab 4. Juli 1972 ersetzte eine stählerne Konstruktion mit einer obenliegenden Stahlblechfahrbahn und einem Gussasphaltbelag die Behelfsbrücke, die aus verschiedenen Stahlresten zusammengesetzt war.
Nach der Inbetriebnahme einer zweiten Muldebrücke für den Straßenverkehr in der Stadt Grimma im Jahr 1996 begann 1999 eine umfangreiche Grundinstandsetzung der Pöppelmannbrücke. Dabei wurden unter anderem aufgrund erheblicher Schäden der Mittelteil, die stählerne Fachwerkbrücke, durch ein schlankes Stahlbeton-Sprengwerk ersetzt und die Natursteinbögen durch Leichtbeton verstärkt. Anlässlich der 800-Jahr-Feier Grimmas folgte am 13. September 2000 die erneute Inbetriebnahme des denkmalgerecht umgebauten Bauwerks als Fußgängerbrücke. Zwei Jahre später führte das Augusthochwasser am 13. August 2002 zum Teileinsturz der Brücke. Verklausungen vor der überspülten Brücke führten zu einem Rückstau des Gewässers und auf Grund der hohen Fließgeschwindigkeit der aufgestauten Wassermassen zu Ausspülungen der Gewässersohle, was zum Absacken der unterspülten Brückenpfeiler und damit zum Teileinsturz des Bauwerkes führte.
Am 20. August 2012 wurde die Brücke nach knapp dreijähriger Bauzeit wiedereröffnet. Der Neuaufbau hatte 6,4 Millionen Euro gekostet. Zur Verbesserung des Hochwasserschutzes war von den drei zerstörten historischen Gewölbebögen am rechten Ufer nur einer wiedererrichtet worden. Ein leichter Sprengwerkbogen in Stahlbau überspannt die jetzt ungefähr doppelt so große Hauptöffnung, zwei der durch Unterspülung zerstörten Pfeiler wurden abgetragen und nicht wiederhergestellt.
Beim Hochwasser 2013 wurde das Brückenbauwerk am 3. Juni 2013 erneut mit einem Hochwasserabfluss mit einem Wiederkehrintervall zwischen 100 und 200 Jahren belastet, etwas niedriger als 2002. Das Mittelfeld der Brücke wurde bis unter die Brückenplatte eingestaut, die steinernen Randfelder der Brücke wurden überspült. Die neue Konstruktion hatte keine Verklausungen zur Folge und hielt dem Strömungsdruck stand, der Aufstau am teilweise überfluteten Bauwerk war gegenüber 2002 deutlich reduziert.